# 600 p.n.e.
| [ Edytuj tabelę ] | |
| Król Babilonu     | - 605 p.n.e. Nabuchodonozor II 562 p.n.e.                                                             |
| Władca Chin       | - 607 p.n.e. Dingwang 586 p.n.e.                                                                      |
| Władca Egiptu     | - 610 p.n.e. Necho II 595 p.n.e.                                                                      |
| Król Judy         | - 608 p.n.e. Jojakim 598 p.n.e.                                                                       |
| Tyran Koryntu     | - 627 p.n.e. Periander 585 p.n.e.                                                                     |
| Król Lidii        | - 609 p.n.e. Alyattes II 560 p.n.e.                                                                   |
| Król Macedonii    | - 602 p.n.e. Aeropos I 576 p.n.e.                                                                     |
| Król Medów        | - 625 p.n.e. Kyaksares 585 p.n.e.                                                                     |
| Władca Persji     | - 640 p.n.e. Ariaramnes 595 p.n.e. - 640 p.n.e. Cyrus I 600 p.n.e. - 600 p.n.e. Kambyzes I 559 p.n.e. |
| Król Rzymu        | - 617 p.n.e. Tarkwiniusz I 579 p.n.e.                                                                 |
| Władca Urartu     | - 605 p.n.e. Rusa III 595 p.n.e.                                                                      |

Rok 600 p.n.e.
stulecia: VII wiek p.n.e. ~
VI wiek p.n.e. ~
V wiek p.n.e.

lata: 610 p.n.e. «
604 p.n.e. «
603 p.n.e. «
602 p.n.e. «
601 p.n.e. «
600 p.n.e. »
599 p.n.e. »
598 p.n.e. »
597 p.n.e. »
596 p.n.e. »
590 p.n.e.

## Wydarzenia
- Fokajczycy pokonali Kartagińczyków w walce o kontrolę nad zachodnią częścią Morza Śródziemnego (data sporna lub przybliżona)
- greccy koloniści z Fokai założyli Marsylię (data sporna lub przybliżona)
- budowa świątyni Słońca w Meroe w Sudanie (data sporna lub przybliżona)
- opłynięcie Afryki przez Fenicjan na zlecenie faraona Necho II (data sporna lub przybliżona)

## Zmarli
- Cyrus I, władca Persji (data sporna lub przybliżona)
- Safona, poetka grecka (data sporna lub przybliżona)